# Лешем
32°04′03″ пн. ш. 35°02′49″ сх. д. / 32.067374° пн. ш. 35.046894° сх. д.
Лешем (івр. לֶשֶם, «опал») — релігійне ізраїльське поселення, яке також організоване як общинне село в західній Самарії. Розташоване на трасі 446, близько 25 км на схід від Тель-Авіва та приблизно за 37 км на північний захід від Єрусалиму. По сусідству з Лешемом розташовані ізраїльські поселення Алей Загав, Педуель, Брухін, Бейт Ар'є-Офарім, археологічна пам'ятка Дейр Самаан, а також палестинські села Рафат, Кафр ад-Дік і Дейр-Баллут.
Поселення розміщене на висоті 360 метрів над рівнем моря і простягається на двох пагорбах, східному та західному, які займають загальну площу близько 497 дунамів (122,811 акрів).
Ізраїльські поселення на Західному березі є незаконними за міжнародним правом, але уряд Ізраїлю заперечує це.

## Історія
Поселення назване на честь одного з дванадцяти каменів у хошені, священному нагруднику, який носив єврейський первосвященник.
У 2020 році Лешем був одним із кількох ізраїльських поселень, які скидали неочищені стічні води на землю палестинського села Дейр-Баллут.

## Виноски
1. ↑  The Geneva Convention. BBC News. 10 грудня 2009. Архів оригіналу за 5 липня 2018. Процитовано 27 вересня 2011.
2. ↑  'Paradise lost': How Israel turned the West Bank into a sewage dump for its settlements [Архівовано 30 січня 2022 у Wayback Machine.], By Shatha Hammad, 21 October 2020, Middle East Eye